# Ramichloridium biverticillatum
Ramichloridium biverticillatum är en svampart som beskrevs av Arzanlou & Crous 2007. Ramichloridium biverticillatum ingår i släktet Ramichloridium och familjen Mycosphaerellaceae.   Inga underarter finns listade i Catalogue of Life.